# Сегундо Сернадас
Педро Сернадас (на испански: Pedro Cernadas) или Сегундо Сернадас (на испански: Segundo Cernadas), както ни е познат е аржентински актьор по-известен с ролите си във теленовелите „Призракът на Елена“ и „Гибелна красота“.

## Биография
Роден е в Рио Негро, Виедма, Аржентина на 20 март 1972 г. Родителите му се казват Мария и Хорхе. Има брат и сестра – Хуан и Мартина. Една година е изучавал икономика и агрономия, но не завършва нито едно от двете. Известно време се занимава с внос и търговия заедно с баща си, който е инженер агроном.

## Кариера
През 1996 г. дебютира в теленовелата „Въртележка, още едно кръгче“ и „Модели 90-60-90“. Следва роля в „Богати и известни“. През 1998 г. участва в теленовелата „Милейди – историята продължава“ и получава първата си важна роля в „Дивият ангел“, където си партнира с Наталия Орейро и Факундо Арана. Снима се и в сериали като „Вечните търсения“ и „Днешните лекари“. През 2002 г. се снима в теленовелата „Целуни ме глупчо“, заедно със съпругата си Джанела Нейра. 2004 г. е успешна година за актьора. Жени се за актрисата Джанела Нейра и им се ражда син - Салвадор. Същата година е щастлива за него и в професионален план след като участва в сполучливи продукции като „Любовна игра“, „Тъмна страст“, и „Имението на любовта“. Партнира си с Ана Лусия Домингес в продукцията „Валентино Аржентинецът“. Участва и в поредицата „Съдбовни решения“. През 2010 г. подписва договор с компанията Телемундо и изиграва главни роли в успешни продукции като Гибелна красота с Дана Гарсия и Призракът на Елена, където си партнира с Ана Лайевска и Елизабет Гутиерес. След това получава предложение за теленовелата „Ана Кристина“.

## Личен живот
От 6 април 2004 г. е женен за актрисата Джанела Нейра, от която има син - Салвадор. През 2013 година се разделят.

## Филмография

### Теленовели
- Сладка любов (Dulce amor) (2012) – Лоренсо Амадор
- Ана Кристина (Ana Christina) (2011) – Гонсало
- Призракът на Елена (El fantasma de Elena) (2010) – Едуардо Хирон
- Гибелна красота (Bella Calamidades) (2009/10) – Марсело Мачадо
- Тъмна страст (Pasion Morena) (2009) – Оскар Саломон
- Аржентинеца Валентино (Valentino el argentino) (2008) – Аржентинеца Валентино
- Съдбовни решения (Decisiones) (2005/08)
- Кой е шефа ? (Quen es el jefe ?) (2005/06)
- Името на любовта (Se dice amor) (2005/06) – Родриго Гарсия Пуейредон
- Любовна игра (El patron de la vereda) (2005) – Хавиер
- Te amo, maging sino ka man (2004) – Фернандо
- Всичко за нея (Todo cobre Camila) (2003/02) – Алехандро Новоа
- Целуни ме глупчо (Besame tonto) (2003) – Ромуло
- Д-р Амор (Doctor Amor) (2003) – Фернандо Диас Амор
- Дивият ангел (Muneca brava) (1998) – Пабло Рапайо
- Богати и известни (Ricos y famosos) (1997/98) – Агустин Гарсия Мендес
- Милейди - историята продължава (Milady, la historia continua) (1997) – Леонардо Лопес Кинтана
- Модели 90-60-90 (90-60-90 Modelos) (1996) – д-р Фабрицио
- Montana rusa, otra vuelta (1995) – Диего

### Сериали
- Вечните търсения (Los buscas de siempre) (2000) – Бейби
- Los Medicos (de hoy) (2000) – д-р Федерико Ескура